# بدوستمون قرني الأوراق
بدوستمون قرني الأوراق أو عشبة النهر قرنية الأوراق (الاسم العلمي:Podostemum ceratophyllum) هو نوع من النباتات يتبع جنس البدوستمون من الفصيلة البدوستمونية.